# Teruyoshi Ito
Teruyoshi Ito - em japonês, 伊東 輝悦 - Itō Teruyoshi (Shizuoka, 31 de agosto de 1974) é um ex-futebolista profissional japonês que atuava como volante.

## Carreira
Passou 17 anos (1993 a 2010) de sua carreira no Shimizu S-Pulse, onde é tratado como ídolo da torcida. Em janeiro de 2011, depois de 611 jogos oficiais (483 pela J1 League) e 36 gols, transferiu-se em 2011 para o Ventforet Kofu, que na época jogava a J2 (segunda divisão). Em 3 anos, foram 59 partidas com a camisa do clube (53 na J2, 6 na J-League), tendo conquistado o prêmio Fair Play em 2007.
Em 2014, assinou com o Nagano Parceiro, da J3 (terceira divisão japonesa), onde atuou em apenas 11 jogos. Continuou na J3 em 2016, agora pelo Blaublitz Akita, tendo jogado apenas 2 vezes. Em 2017, assinou com o Azul Claro Numazu, pelo qual fez sua estreia na J3 apenas em novembro de 2019, contra o Gainare Tottori.
Em outubro de 2024, aos 50 anos de idade, Ito anunciou sua aposentadoria dos gramados e disputou seu último jogo como profissional em novembro, entrando como substituto contra o Matsumoto Yamaga e recebendo a braçadeira de capitão. Somando todas as competições, o volante atuou em 694 partidas e marcou 36 gols.

## Seleção Japonesa
Ito representou a Seleção Japonesa nas Olimpíadas de 1996. Foi o autor do gol da histórica vitória dos Samurais Azuis sobre o Brasil por 1 a 0.. Este foi, também, o único gol do volante pela seleção (olímpica ou adulta).
Pela seleção principal, fez sua estreia em 1997, e integrou o elenco que disputou a Copa de 1998, a primeira disputada pelos Samurais Azuis. Não jogou nenhuma das 3 partidas da equipe, que ficou na primeira fase. Até 2001, o meio-campista esteve presente em 27 partidas pela seleção principal do Japão. Uma lesão impediu o jogador de participar da Copa de 2002.

## Títulos

### Individuais
- Time do ano da J-League: 1999
- Prêmio fair play da J-League: 2007